# Castrolibero
Castrolibero è un comune italiano di 9 151 abitanti della provincia di Cosenza in Calabria. 
Lo sviluppo edilizio degli ultimi trent'anni, e la conseguente conurbazione con il capoluogo, ha reso la località calabrese un moderno centro prettamente residenziale dell'area urbana cosentina. Il centro storico, a ovest di Cosenza, è posto in cima a un colle che appartiene al versante orientale della Catena Costiera. Il territorio comunale è compreso tra 224 e 559 metri di altitudine.

## Origini del nome
Si chiamò Castelfranco (in dialetto Castrufrancu) fino al 1863, in quanto nel IX secolo d.C. vi si accampò un esercito di Franchi guidati dal conte Ottone di Bergamo, venuto in Calabria a contrastare i Saraceni di Amantea. Dopo l'unità d'Italia, per la presenza di molti paesi che portavano lo stesso nome - su sollecitazione del Governo - si decise di modificare la denominazione. In un primo momento si scelse il nome "Castelvenere", in memoria di un antico tempio pagano e di una roccaforte esistente a pochi chilometri dalla collina, località detta "Castieddrivenneri", poi - siccome esisteva già un comune nel beneventano che recava quella denominazione - si scelse il nome "Castro-libero". La motivazione di quel nome data dal Decurionato fu la seguente: per l'orizzonte "libero" che si gode dal monte (panorama) e per le libere istituzioni del Re galantuomo Vittorio Emanuele II. Queste le motivazioni riportate nella delibera del 1863. Castrolibero sorge alla sinistra del fiume Crati, a ovest del capoluogo, poco sopra Cosenza.

## Storia
Dopo una serie di infeudazioni minori, Castelfranco finì nel patrimonio della potente famiglia Sanseverino di Bisignano (XV secolo). Nel 1487, a seguito di quella che sarebbe passata alla storia come la congiura dei baroni, cui parteciparono anche i Sanseverino, re Ferdinando ordinò che venissero abbattute le mura di cinta e le case di Castelfranco, poiché quella fortezza aveva creato notevoli problemi agli Aragonesi di Cosenza.
Correva l'anno 1550 quando Pietro Antonio Sanseverino concesse in dote alla figlia Eleonora, convolata a nozze col marchese della vicina Rende, le cittadine di Castelfranco e Cerisano, compresi, ovviamente, i diritti e addirittura i vassalli di ogni rango.
Tra il 1562 e il 1566 il feudo di Castelfranco (Castrolibero) venne acquistato da Valerio Telesio, fratello del celebre filosofo Bernardino.
Vessati in vario modo dal nuovo feudatario, i vassalli castelfranchesi non sopportarono a lungo il "giogo" del barone. Dopo un tentativo contro il figlio Roberto, il 10 agosto del 1579, in circostanze ancora misteriose, gli abitanti di Castelfranco diedero luogo a una rivolta popolare che si concluse con l'uccisione del Telesio nella chiesa di San Giovanni.
Castelfranco passò successivamente ai Sersale, discendenti di un vecchio proprietario del feudo, che lo possedettero sino alla fine del XIX secolo.
Sede di una "vendita" carbonara capeggiata dai fratelli Parise, Castelfranco partecipò attivamente ai moti rivoluzionari della prima metà dell'Ottocento. Nel 1844 un suo cittadino, Santo Cesario, nato a San Fili ma residente a Castelfranco, venne fucilato nel vallone di Rovito per aver partecipato al moto rivoluzionario del 15 marzo 1844. Nello stesso posto più tardi furono passati per le armi i fratelli Bandiera.
Dopo l'Unità d'Italia, re Vittorio Emanuele II, con proprio decreto del 26 marzo 1863, recepì la variazione della denominazione da Castelfranco a Castrolibero, deliberata dal Decurionato locale (Consiglio comunale).
Colpito nel corso dei secoli da vari terremoti (1638, 1783, 1835, 1854), Castrolibero subì un ulteriore disastro nel corso del sisma dell'8 settembre 1905.
In quell'occasione, un Comitato, costituitosi a Napoli, venne a costruire 17 nuove case nel Centro Storico di Castrolibero. Al sindaco di Napoli, intervenuto il 1º dicembre 1907 alla cerimonia di inaugurazione, l'oratore locale, dopo aver magnificato l'opera e la generosità dei napoletani, volle ricordare le antiche origini di Castrolibero: "…dite a Napoli signor Sindaco, dite a Napoli signori del Comitato che la voce della riconoscenza e del saluto non è quella di un umile e oscuro villaggio, ma è quella di una città illustre che Pandosia un tempo fu detta. Qui si coniarono monete, qui un Foro, qui un Senato, qui una doppia cinta di mura che rendeva la città formidabile ai nemici, qui quando altrove vi era la barbarie rifulgeva il sole della civiltà, della scienza e dell'arte. Rendete grazie a Napoli in nome di Pandosia".
Famosa già nel XV secolo per le numerose fornaci di mattoni, Castrolibero fu sempre apprezzata nell'antichità per l'ottima produzione serica (seta). A cavallo delle due guerre mondiali divenne estremamente diffuso l'artigianato calzaturiero. Ciò valse a Castrolibero il noto appellativo di paese degli "scarpari".

### Simboli
Lo stemma è stato riconosciuto con D.P.C.M. dell'11 settembre 1958 e rappresenta un grifone con ali spiegate ed in bocca un piccolo volatile.
Il gonfalone, concesso con 
D.P.R. del 29 settembre 1958, è un drappo di azzurro.

## Monumenti e luoghi d'interesse

### Architetture Religiose
- Chiesa di Santa Maria della Stella: fu edificata nel XV secolo e crolló quasi del tutto nel corso del terremoto dell’8 settembre 1905. Ne restano solo le mura perimetrali e la facciata gotica, restaurata nel 1948.[6]Oggi la chiesa all’aperto consente un suggestivo spettacolo per chi la visita ed ancora oggi viene utilizzata per eventi all’aperto e manifestazioni di vario tipo.
- Chiesa di San Giovanni Battista: oggi non più utilizzata per le celebrazioni, è una delle chiese più antiche di Castrolibero. Il 10 agosto del 1579, al suo interno sarebbe stato ucciso nel corso di una rivolta popolare, il Barone Valerio Telesio. La chiesa è stata chiusa al culto nel 1974 ed è caduta in un gravissimo stato di abbandono fino al suo restauro avvenuto nel 2003. Oggi è un luogo utile per la comunità dove si svolgono convegni, eventi e concerti.
- Chiesa di San Francesco da Paola: in contrada santa Lucia, venne edificata nel 1869 dalla famiglia Zupi. La facciata con tripla terminazione rettilinea, presenta un rosone a tema floreale, il portale in pietra e uno stemma della famiglia che l’ha edificata. Sulla destra della chiesa è presente un campanile con una sola campana a corda, coperto a falde di coppi di terracotta. L’interno in stile barocco presenta una tripla navata. Il Presbiterio a pianta quadrata culmina nel possente altare decorato di recente restaurato, sovrastato da una nicchia contenente la statua di San Francesco. Dal 1996 la chiesa è stata chiusa al culto ed è caduta in terribile stato di abbandono e di deterioramento. Il 7 luglio 2024 la chiesa è stata riaperta al culto dopo 2 anni di lavori di restauro e consolidamento della struttura.
- Chiesa del Santissimo Salvatore: costruita negli anni 70, sorge all’inizio del centro storico ed è in stile moderno. L’interno custodisce numerose opere d’arte moderne, ma anche molte delle statue e tele custodite prima nella Chiesa di San Giovanni. L’interno culmina nell’altare costituito da una colonna che regge l’intera mensa eucaristica. All’esterno si nota la forma particolare dell’edificio sacro che parte da una guglia molto alta e culmina abbassandosi di altezza verso il presbiterio.
- Chiesa di San Francesco da Paola: Anch’essa in contrada Santa Lucia, venne costruita da un contadino fattosi frate, tal Ferdinando Paura di Raffaele, tra il 1877 e il 1900. La chiesa non è mai stata aperta al culto, fino ai primi anni del 2000 quando vennero effettuati alcuni restauri dell’interno in stile moderno. [7]
- Chiesa della Santa Famiglia: sorge in contrada Andreotta, edificio in stile moderno decorato da molte vetrate artistiche.
- Chiesa di Santa Maria Assunta: di piccole dimensioni edificata dalla famiglia Marsico ed adiacente al casino della suddetta famiglia, è ad unica navata decorata da motivi barocchi e sorge in contrada Fontanesi.

### Architetture Civili
Di notevole interesse storico è la cosiddetta "Guardiola", torre rotonda in località "Palazzotto" che, unitamente alle vestigia di una cinta muraria, potrebbe essere un residuo dell'accampamento dei Franchi, guidati da Ottone di Bergamo, venuti in Calabria a combattere i Saraceni di Amantea (868 d.C. circa), che valse a Castrolibero il nome di Castel Franco (Castra Francorum).
La Torre dell'Orologio venne, invece, costruita tra il 1908 e il 1912 nei pressi della località "Chiesa Vecchia", per volontà dell'allora sindaco Achille Parise con il contributo degli emigrati d'America. 
Altro luogo d'interesse è Palazzo Aiello, sito in via XX Settembre, costruito nel 1910. Il Palazzo fu fino agli anni 2000 di proprietà dell'omonima famiglia nobile.  

## Società

### Evoluzione demografica
Abitanti censiti

## Economia
Castrolibero è una località prettamente residenziale, caratterizzata da ampi spazi verdi, con una discreta attività agricola (produzione di cereali, olive, uva e fichi).
Esistono ancora gli scheletri di alcune fabbriche che operavano in diversi settori, dalla produzione di mattoni a quella di liquirizie. Queste strutture ormai sono in stato di degrado e di abbandono.

## Amministrazione

### Gemellaggi
- Għarb, dal 2007[10]